# بيلي ديفيس (لاعب كرة قدم أمريكية أمريكي)
بيلي ديفيس (بالإنجليزية: Billy Davis)‏ هو لاعب كرة قدم أمريكية أمريكي، ولد في 5 نوفمبر 1965 في يونغزتاون في الولايات المتحدة.